# Ромбоїд

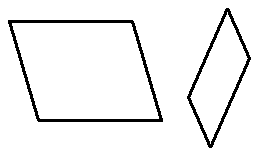
Приклади ромбоїдів на площині

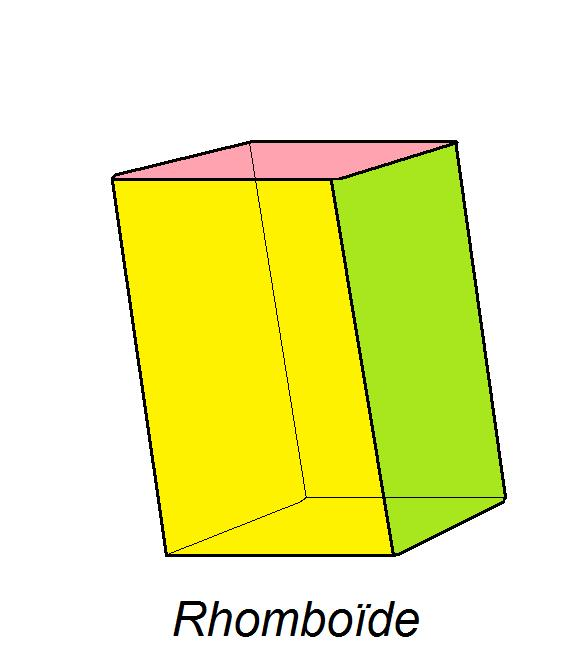
Тривимірний ромбоїд або паралелепіпед

Ромбо́їд в планіметрії — це паралелограм, в якому суміжні сторони мають різні довжини, і кути не є прямими .
Паралелограм з рівними сторонами (рівносторонній) називається ромбом, але не ромбоїдом.
Паралелограм з прямими кутами називається прямокутником, і теж не є ромбоїдом.
У стереометрії термін ромбоїд сьогодні часто застосовується до паралелепіпеда, суцільного тіла з шістьма гранями, де кожна грань — це паралелограм, і протилежні грані лежать в паралельних площинах.
Деякі кристали мають форму тривимірних ромбоїдів. Ці тіла також іноді називають ромбоїдними призмами. Термін часто використовується в науковій термінології, як у двовимірному, так і в тривимірному розумінні.